# Tristachya auronitens
Tristachya auronitens är en gräsart som beskrevs av Jacques Duvigneaud. Tristachya auronitens ingår i släktet Tristachya och familjen gräs. Inga underarter finns listade i Catalogue of Life.